# Stor kardborre
Stor kardborre (Arctium lappa) är en växtart i familjen korgblommiga växter och förekommer naturligt i de tempererade delarna av Eurasien. Den finns också spridd till Nordamerika, men är inte ursprunglig där. Underarten Arctium leiospermum finns i mellersta Asien.

## Beskrivning
Stor kardborre har greniga stjälkar och kan bli upp till en och en halv meter höga. Bladen är stora och breda, med tvär bladbas och gråaktigt filtartad behåring på undersidan. Den blommar i juli-augusti. Blomkorgarna som är tre till fyra centimeter breda och något tillplattade, sitter i kvastlika samlingar i grenspetsarna. Holkfjällen är gröna och kala och har krokudd. Blommorna är rödlila, med en blomtub som är ungefär fyra gånger längre än den korta borstlika penseln. 

## Stor kardborre som livsmedel

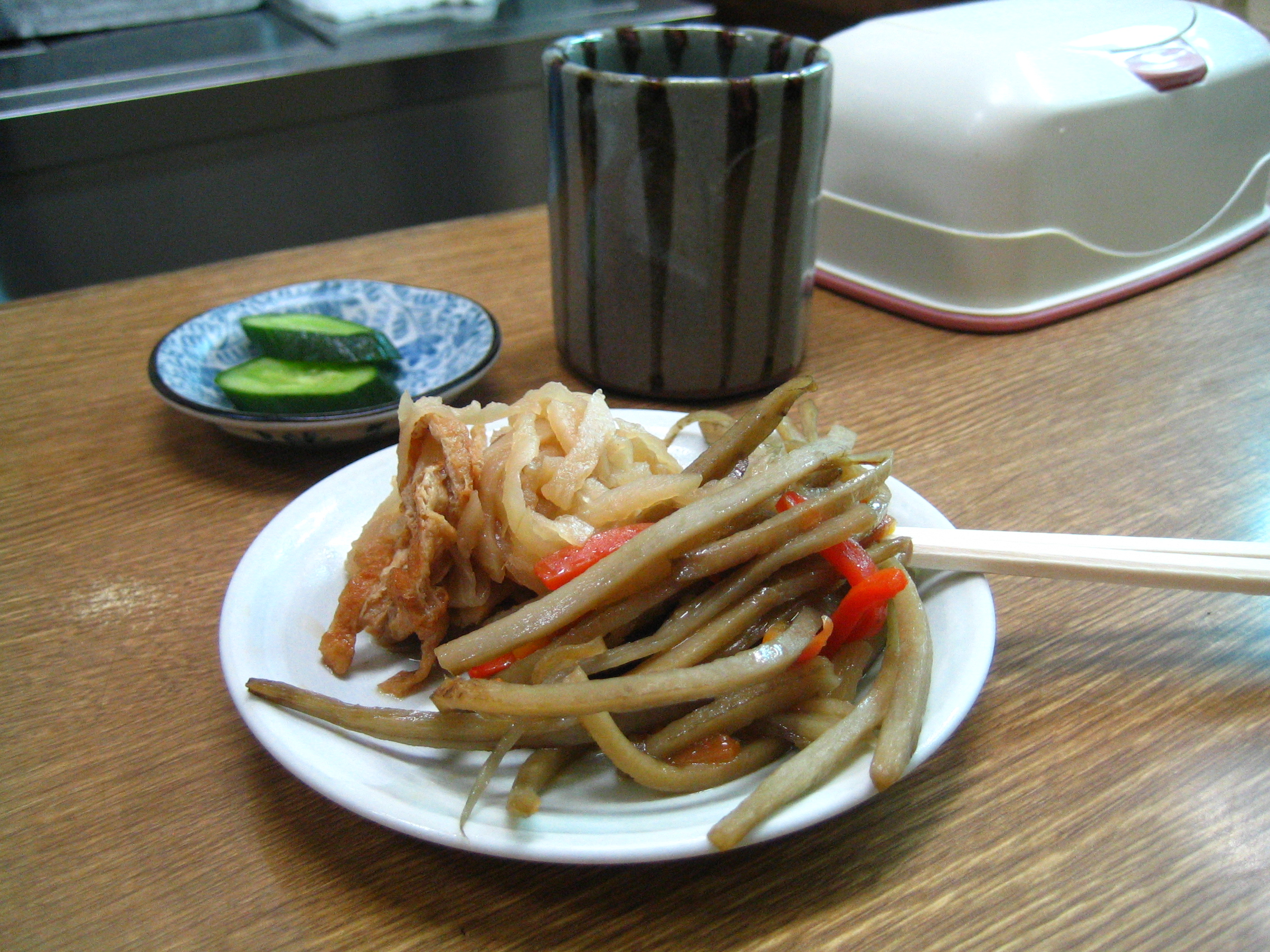
Kinpira gobō, en japansk förrätt baserad på stekt kardborrerot och morot

Under medeltiden åts rötterna, som kan bli ungefär en meter långa och ett par centimeter grova. Idag förekommer detta främst i Japan där den kallas gobō (牛蒡 eller ゴボウ), Taiwan (牛蒡), Korea (우엉), Italien, Brasilien och Portugal, där den kallas bardana eller garduna. Även blomstjälkarna hos den späda växten kan ätas och smakar ungefär som den besläktade kronärtskockan.

## Medicinsk användning
Örten ingår i s.k. eksemteer men ordineras även som monosubstans mot hudutslag såsom akne, kliande och vätskande eksem och skorv, men även vid bensår och furunklar. Dess svettdrivande och urindrivande verkan utnyttjas för symptomlindring vid gikt och reumatism. Använd växtdel är roten för invärtes bruk och bladen för utvärtes omslag.

## Bygdemål
| Namn            | Trakt                           | Referens |  |
| --------------- | ------------------------------- | -------- |  |
|                 |                                 |          |  |
| Borrar          |                                 | [ 3 ]    |  |
| Dyneskräppor    |                                 | [ 3 ]    |  |
| Klädesborrar    |                                 | [ 3 ]    |  |
|                 |                                 |          |  |
| Klängborre      | Blekinge, Småland, Östergötland | [ 4 ]    |  |
| Klänkborre      | Blekinge, Småland, Östergötland | [ 4 ]    |  |
| Klänkeborre     | Blekinge, Småland, Östergötland | [ 4 ]    |  |
|                 |                                 | [ 4 ]    |  |
| Snarborre       | Småland                         | [ 4 ]    |  |
|                 |                                 |          |  |
| Töflor          |                                 | [ 3 ]    |  |
| Tordönsskräppor |                                 | [ 3 ]    |  |